# Zacharie Perrin
Zacharie Perrin (* 30. August 2004 in Besançon) ist ein französischer Basketballspieler.

## Werdegang
Perrin begann beim Verein BesAC in Besançon mit dem Basketballsport, spielte anschließend in Lons-le-Saunier, ehe er in die Nachwuchsabteilung von Olympique d’Antibes wechselte. Für die Herrenmannschaft des südfranzösischen Vereins bestritt Perrin in der Saison 2021/22 zwei Spiele in der zweithöchsten Liga des Landes, ProB.
Im Juni 2022 gab er der US-Hochschule University of Illinois seine Zusage. Aufgrund unzureichender Kenntnisse der englischen Sprache war dem Franzosen der Wechsel an die Universität anders als vorgesehen aber zunächst nicht möglich, er ging deshalb erst an die Sunrise Christian Academy nach Bel Aire (US-Bundesstaat Kansas). Dort nahm er am Übungsbetrieb der Basketballmannschaft, aber nicht an Wettkampfspielen teil. Im Dezember 2022 wurde Perrin dann Student an der University of Illinois. Er bestritt nur ein Spiel für die Hochschulmannschaft, Mitte Februar 2023 verließ er die University of Illinois wieder.
Zur Saison 2023/24 kehrte er zum französischen Zweitligisten Antibes zurück. Für Antibes erzielte er im Verlauf des Spieljahres 2023/24 10,1 Punkte je Begegnung. Im Juni 2024 wurde Perrin vom Erstligisten SLUC Nancy verpflichtet. 2025 wechselte er zum deutschen Bundesligisten Hamburg Towers.

### Nationalmannschaft
Bei der U18-Europameisterschaft 2022 war Perrin mit einem Durchschnitt von 13,9 Punkten je Begegnung Siebter der Korbjägerliste. Er wurde auch ins französische Aufgebot für die U19-Weltmeisterschaft 2023 berufen und gewann bei dem Turnier die Silbermedaille. Perrin war bei der U19-WM 2023 mit 15,4 Punkten je Begegnung zweitbester Korbschütze der Franzosen. Im Sommer 2024 wurde er U20-Europameister und als bester Spieler des Turniers ausgezeichnet.